# Radbot Habsburský
Radbot Habsburský (985? – 1045) byl klettgauský a habsburský hrabě z rodu Habsburků.

## Život
Narodil se jako syn Lancelina a vnuk možného zakladatele rodu Habsburků Guntrama Bohatého. Dědictví po otci si rozdělil s bratry Rudolfem I. a Lancelinem II. Na počátku 11. století nechal spolu se svým dalším bratrem Wernerem Štrasburským vystavět hrad Habsburg. Původní jméno hradu znělo jako Habichtsburg (Jestřábí hrad). V roce 1027 založil rovněž benediktinský klášter Muri. Z bohaté výbavy kláštera je patrné, že byl Radbot velmi zámožným magnátem. Poté, co v roce 1035 zemřel, odpočinek nalezl právě v klášteře Muri.

## Potomci
1. manželství ∞ Ita Lotrinská (995 – po 1027)
- Ota I. (kolem 1015 – kolem 1055), habsburský a sundgauský hrabě
- Albrecht I. (kolem 1016 – kolem 1056), habsburský hrabě
- Werner I. (kolem 1025 – kolem 1096), habsburský hrabě ∞ Reginlind
- Richenza († 1080), lenzburská a curyšská hraběnka ∞ Oldřich II. z Lenzburgu